# 亨利·戴维·梭罗
亨利·大衛·梭羅（英語：Henry David Thoreau，1817年7月12日—1862年5月6日），美国作家、詩人、哲学家、廢奴主義者、超验主义者，也曾任職土地勘測員。他最著名的作品有散文集《瓦尔登湖》（又譯為《湖濱散記》）和《论公民的不服从》。《瓦尔登湖》記載了他在瓦爾登湖的隱逸生活，而《论公民的不服从》則討論面對政府和強權的不義，為公民主動拒絕遵守若干法律提出辯護。
梭羅的全部書本、散文、日記和詩集合起來有二十冊，其中他闡述了研究環境史和生態學的發現和方法，對自然書寫的影響甚遠，也奠定了現代環境保護主義。他的文體風格結合了對大自然的關懷、個人體驗、象徵手法和歷史傳說，善感敏銳，且富饒詩意。他非常關注在險惡環境底下如何生存，同時他也提倡停止浪費、破除迷思，這樣才能體會生命的本質。
除此之外，梭羅一生都是廢奴主義者，他到處演講倡導廢奴，並抨擊《逃亡奴隸法》。他對公民不服從的見解影響了托爾斯泰、聖雄甘地和馬丁·路德·金。
梭羅有時也被當作無政府主義者。雖然《论公民的不服从》看起來不是要推翻政府，而是要改進政府，但他在開頭卻說：“最好的政府一無所治；在人們準備好之前，那將是他們願意擁有的那種政府”，暗示了他的無政府主義傾向。

## 生平
梭罗出生于马萨诸塞州的康科德。1833到1837年年間，梭羅在哈佛大学修讀修辭學、經典文學、哲學、科學和數學。
1845年7月4日梭罗开始了一项为期两年的试验，他移居到离家乡康科德城不远，优美的瓦尔登湖畔的森林裏，尝试过简单的隐居生活。他于1847年9月6日离开瓦爾登湖，重新和他的朋友兼导师拉尔夫·沃尔多·爱默生一家在康科德城生活。出版于1854年的散文集《瓦尔登湖》详细记载了他在瓦爾登湖畔两年又两个月的生涯。
在不同时期，梭罗曾靠教书与务工过活。他曾经在家族铅笔厂工作过，还发明了一种可以简化生产、降低成本的机器。
梭罗曾经旅行到过科德角、阿吉奥科楚科（Agiokochuk） 和缅因州的卡塔丁山（Mt. Katahdin）。其中缅因州之行到过克塔登（Ktaadn）、奇森库克（Chesuncook）和佩诺布斯科特河（Penobscot River）的东支。
梭罗患肺病死于他的家乡康科德城，並葬于马萨诸赛州康科德城的沉睡谷公墓。

## 理念
"大部分的奢侈品和所謂的舒適生活，不僅可有可無，甚至可能會阻礙人類昇華。"——梭羅

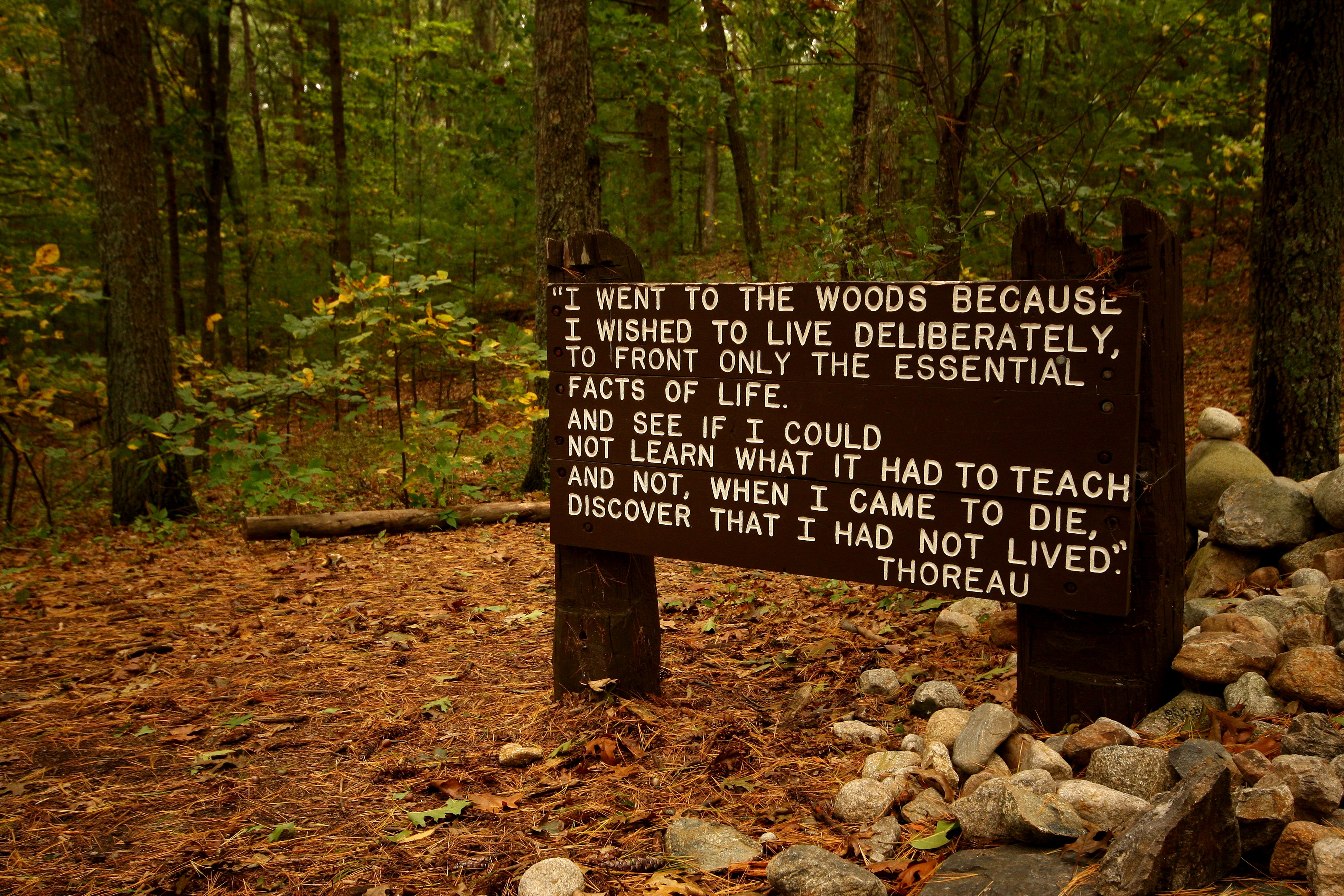
瓦尔登湖附近，梭羅的雋語刻錄在牌子上

梭羅除了推廣遠足和泛舟，也倡導保護自然資源。他也支持達爾文的物種起源，在美國首開前列。雖然他並非素食主義者，但是以素食為主。他在《瓦爾登湖》裡寫道："從實踐角度來講，我因為衛生而反對肉食。況且，在捕捉、清理到吃下肚，一條魚似乎不能填飽肚子。這是多麼微不足道而且多餘，實在得不償失。一點麵包和馬鈴薯就夠了，也不那麼齷齪，而且省事。"
梭羅並不反對文明，也不完全接受自然，而是選擇結合自然和文化的田園生活。

## 影響
在世的時候，梭羅的政治文章並沒有太大的迴響，他的同代人視他為自然主義者，而不是激進分子。他畢生僅出版了《瓦爾登湖》和《在康科德河与梅里马克河上一周》，兩本書的主題都和自然有關。然而，他留給後世的作品影響了很多名人，包括像聖雄甘地、約翰·肯尼迪和馬丁·路德·金這樣的政治家，還有俄國文學泰斗托爾斯泰。
1906年，聖雄甘地在印度進行民權運動時，讀到《瓦爾登湖》。他為了反種族歧視和平反抗而入獄，在獄中他讀到《公民的不服從》，並且受到啟發。他為此發表了梭羅的書介，並稱梭羅為美國有史以來最偉大的賢人。他後來說："梭羅的理念對我影響很深，我採用了很多，而且向每一位爭取印度獨立的同胞推薦這本書。我甚至以《公民的不服從》來為我們的運動命名。"
馬丁·路德·金在他的自傳裡提起，1944年他首次閱讀《論公民抗命》而接觸到非暴力反抗的概念。他在自傳裡寫道：
為了阻止奴隸制度的版圖擴至墨西哥，梭羅因反對這場不義之戰，拒絕繳稅而入獄。我由此知道了非暴力反抗的原理。他提倡不和惡勢力妥協的理念使我震撼不已，讓我一讀再讀。
我開始相信，不向惡勢力妥協是一種道德責任，就和行善一樣。沒有人比亨利·戴維·梭羅更傳神更熱誠地表現這個想法。藉由他的文字，見證他的為人，我們傳承了這一種具原創性的抗議方式。梭羅的教誨在公民運動中重燃，甚至比以前都還熱烈。梭羅倡導一個正直的人不應忍耐不義之事，而是要堅持對抗邪惡，無論場合地點，在全國各地的抗爭運動，其實都是梭羅理念的延續。

## 著作列表
- 在康科德河与梅里马克河上一周（A Week on the Concord and Merrimac Rivers ，1849年）
- 论公民的不服从（Civil Disobedience ，1849年）
- 马萨诸塞州的奴隶制 （Slavery in Massachusetts ，1854年）
- 瓦尔登湖（Walden ，1854年），又譯作“湖濱散記”、“華爾騰湖”
- 为约翰·布朗上校请愿 （A Plea for Captain John Brown ，1860年）
- 散步（Walking，1861年）
- 远足 （Excursions ，1863年）
- 缅因森林 （The Maine Woods ，1864年）
- 科德角 （Cape Cod ，1865年）
- 马萨诸塞州的早春 （Early Spring in Massachusetts，1881年）
- 夏 （Summer ，1884年）
- 冬 （Winter ，1888年）
- 秋 （Autumn ，1892年）
- 杂录 （Miscellanies ，1894年）
- 梭罗最初与最后的旅行（The First and Last Journeys of Thoreau ，1905年），最近发现于梭罗未发表的日记和手稿中

## 外部連結
- The Thoreau Society （页面存档备份，存于）
- The Thoreau Edition （页面存档备份，存于）
- "Writings of Emerson and Thoreau" （页面存档备份，存于） from C-SPAN's American Writers: A Journey Through History

### 文本
- The Thoreau Reader （页面存档备份，存于） by The Thoreau Society
- The Writings of Henry David Thoreau （页面存档备份，存于） at The Walden Woods Project
- Scans of Thoreau's Land Surveys （页面存档备份，存于） at the Concord Free Public Library
- Henry David Thoreau Online （页面存档备份，存于） – The Works and Life of Henry D. Thoreau
- Henry David Thoreau的作品  - 古騰堡計劃
- Henry D. Thoreau  - 古滕堡分布式校对（加拿大）
- 互联网档案馆中亨利·戴维·梭罗的作品或与之相关的作品
- 來自亨利·戴维·梭罗的LibriVox公共領域有聲讀物
- Works by Thoreau （页面存档备份，存于） at Open Library
- Poems by Thoreau （页面存档备份，存于） at the Academy of American Poets